# Echinorhynchus theragrae
Echinorhynchus theragrae is een soort haakworm uit het geslacht Echinorhynchus. De worm behoort tot de familie Echinorhynchidae. Echinorhynchus theragrae werd in 1992 beschreven door Dydenko.